# نوما (فلوریدا)
نوما (به انگلیسی: Noma) شهرکی در شهرستان هلمز ایالت فلوریدا است که در سال ۱۹۷۷ بنیان‌گذاری شده‌است. این شهرک طبق سرشماری سال ۲۰۱۰ میلادی، ۲۳۲ نفر جمعیت داشته و مساحت آن نیز ۲٫۸ کیلومتر مربع است.